# Arrondissement Dinan
Dinan is een arrondissement van het Franse departement Côtes-d'Armor in de regio Bretagne. De onderprefectuur is Dinan.

## Kantons
Het arrondissement was tot 2014 samengesteld uit de volgende kantons:
- kanton Broons
- kanton Caulnes
- kanton Collinée
- kanton Dinan-Est
- kanton Dinan-Ouest
- kanton Évran
- kanton Jugon-les-Lacs
- kanton Matignon
- kanton Merdrignac
- kanton Plancoët
- kanton Plélan-le-Petit
- kanton Ploubalay

Na de herindeling van de kantons bij decreet van 13 februari 2014 met uitwerking op 22 maart 2015, omvat het arrondissement volgende kantons:
- kanton Broons
- kanton Dinan
- kanton Lamballe-Armor (deel 1/12)
- kanton Lanvallay
- kanton Plancoët
- kanton Plénée-Jugon (deel 6/11)
- kanton Pléneuf-Val-André (deel 10/15)
- kanton Pleslin-Trigavou